# Achrophyllum magellanicum
Achrophyllum magellanicum là một loài Rêu trong họ Hookeriaceae. Loài này được (Besch.) Matteri mô tả khoa học đầu tiên năm 1979.